# 郵便窓口業務再委託業者
郵便窓口業務再委託業者（ゆうびんまどぐちぎょうむさいいたくぎょうしゃ）とは、郵便窓口業務の委託等に関する法律に基づき、郵便事業株式会社から郵便窓口業務の委託を受けた郵便局株式会社が、その委託業務を他の者に委託することが運営上適切であると認めたときに、委託契約を締結して委託や再委託を受けた者のことである。
「郵政民営化法等の一部を改正する等の法律」（平成24年5月8日法律第30号）によれば、2012年10月1日に、郵便局株式会社と郵便事業株式会社は合併して日本郵便株式会社となる。そして、郵便窓口業務再委託業者は、日本郵便株式会社から郵便窓口業務の委託を受ける受託者に変わる。「郵便窓口業務の委託等に関する法律」の題名も「簡易郵便局法」に変わる。

## 業務
郵便窓口業務の委託等に関する法律第2条により、次の業務が委託される。
1. 郵便物の引受け
2. 郵便物の交付
3. 郵便切手類の販売
  1. 郵便に関する料金を表す証票、
  2. 郵便切手を保存用の冊子に収めた物
  3. 郵便に関する料金を表す証票に関し周知･啓発を図る物
4. 印紙の売捌き
  1. 収入印紙
  2. 自動車重量税印紙
  3. 特許印紙
5. 付随業務

## 受託資格
同法第5条により、受託者になれるのは次の通りである。
1. 地方公共団体
2. 農業協同組合
3. 漁業協同組合
4. 職域によるものを除く消費生活協同組合
5. 十分な社会的信用を有し、かつ、委託業務を適正に行うために必要な能力を有する者

地方公共団体は、地方自治法の規定にかかわらず受託でき、組合の場合には、当該組合の根拠法の規定にかかわらず受託できる。 

### 欠格事項
同法第6条により、次の者は受託者になれない。受託者が次のことに該当する場合には、同法第10条により再委託契約は解除される。
1. 禁錮以上の刑に処せられた者で、その執行を終わり、又は執行を受けることがなくなつた日から2年を経過しないもの
2. 地方公共団体と組合以外の法人の受託者であつてその役員のうちに前号に該当する者がある受託法人

## 施設
同法第8条により、受託者は郵便局株式会社（現在は、日本郵便株式会社）の指定する場所に、再委託業務を行う施設を設けなければならない義務がある。

## 組合受託の場合
同法第9条により、組合受託の場合には、当該組合は根拠法にかかわらず、組合員以外の者に対しても、公平に郵便役務を提供しなければならない。